# Муйредах мак Домнайлл Миди

Ирландия в VIII — первой трети IX века

Муйредах мак Домнайлл Миди (др.‑ирл. Muiredach mac Domnaill Midi; умер в 802) — король Миде (799—802) из рода Кланн Холмайн.

## Биография
Муйредах был сыном главы рода Кланн Холмайн Домналла Миди и Айлбине инген Айлелло, дочери правителя небольшого королевства Ард Кианнахт, располагавшегося к северу от реки Бойн. Его отец был королём Миде, а с 743 года и до самой смерти также владел титулом верховный король Ирландии. Домналл скончался в 763 году, после чего престолом Миде владели сначала дальний родственник Муйредаха, Фолломон мак Кон Конгалт, а затем его брат Доннхад Миди, который в 771/778—797 годах был также и верховным королём Ирландии. На основании данных, содержащихся в «Лейнстерской книге», предполагается, что в правление Доннхада Муйредах мак Домнайлл Миди правил вассальным королевством Уснех, а также был наместником Миде во время частых отлучек брата из своих владений.
После смерти Доннхада престол Миде перешёл к его сыну Домналлу. К 799 году относится первое точно датированное свидетельство исторических источников о деятельности Муйредаха мак Домнайлла Миди. В ирландских анналах сообщается, что в этом году Муйредах нанёс при Феноре (др.‑ирл. Finnobair) поражение восставшему септу Кенел Кайрпри из подчинённого правителям Миде суб-королевства Тетба и убил его правителей. «Анналы Ульстера» датируют это сражение временем ранее смерти короля Домналла, на основании чего было сделано предположение, что Муйредах мак Домнайлл Миди действовал в интересах своего племянника. Однако «Анналы четырёх мастеров» описывают эту битву уже после сообщения о гибели Домналла и, таким образом, это событие могло относиться уже к правлению самого Муйредаха.
Этим же 799 годом анналы датируют и смерть Домналла мак Доннхада Миди, сообщая, что он был убит своими родственниками. Предполагается, что убийцами были его собственные братья, Айлиль и Конхобар. Однако им не удалось овладеть престолом Миде и новым правителем этого королевства стал их дядя Муйредах мак Домнайлл Миди.
Правление Муйредаха пришлось на время упадка влияния королей Миде на события в Ирландии. Начавшийся уже при жизни Доннхада Миди, он ещё больше усугубился после тяжёлого поражения, нанесённого в 797 году Домналлу мак Доннхада Миди новым верховным королём Ирландии Аэдом Посвящённым в сражении при Драмри. После него короли Миде из Кланн Холмайн в течение нескольких лет были вынуждены ограничивать свою деятельность только мерами по сохранению власти над своими родовыми землями, расположенными в окрестностях Уснеха.
О правлении Муйредаха мак Домнайлла Миди ничего неизвестно, кроме того, что он умер в 802 году. После его смерти Аэд Посвящённый совершил поход в Миде, во время которого разделил власть в этом королевстве между двумя племянниками скончавшегося монарха, Айлилем мак Доннхадой и Конхобаром мак Доннхадой.